# Monte Chingolo
Monte Chingolo är en ort i Argentina.   Den ligger i provinsen Buenos Aires, i den centrala delen av landet, i huvudstaden Buenos Aires. Monte Chingolo ligger 11 meter över havet och antalet invånare är 85 060.
Terrängen runt Monte Chingolo är mycket platt. Runt Monte Chingolo är det mycket tätbefolkat, med 5 399 invånare per kvadratkilometer.. Närmaste större samhälle är Buenos Aires, 13,1 km norr om Monte Chingolo.
Runt Monte Chingolo är det i huvudsak tätbebyggt.